# Ankaromalaza Mifanasoa
Ankaromalaza, officiellement Ankaromalaza Mifanasoa est une commune rurale malgache dans le district de Vohibato, dans le centre-est de la région Haute Matsiatra.